# 豬肉粉

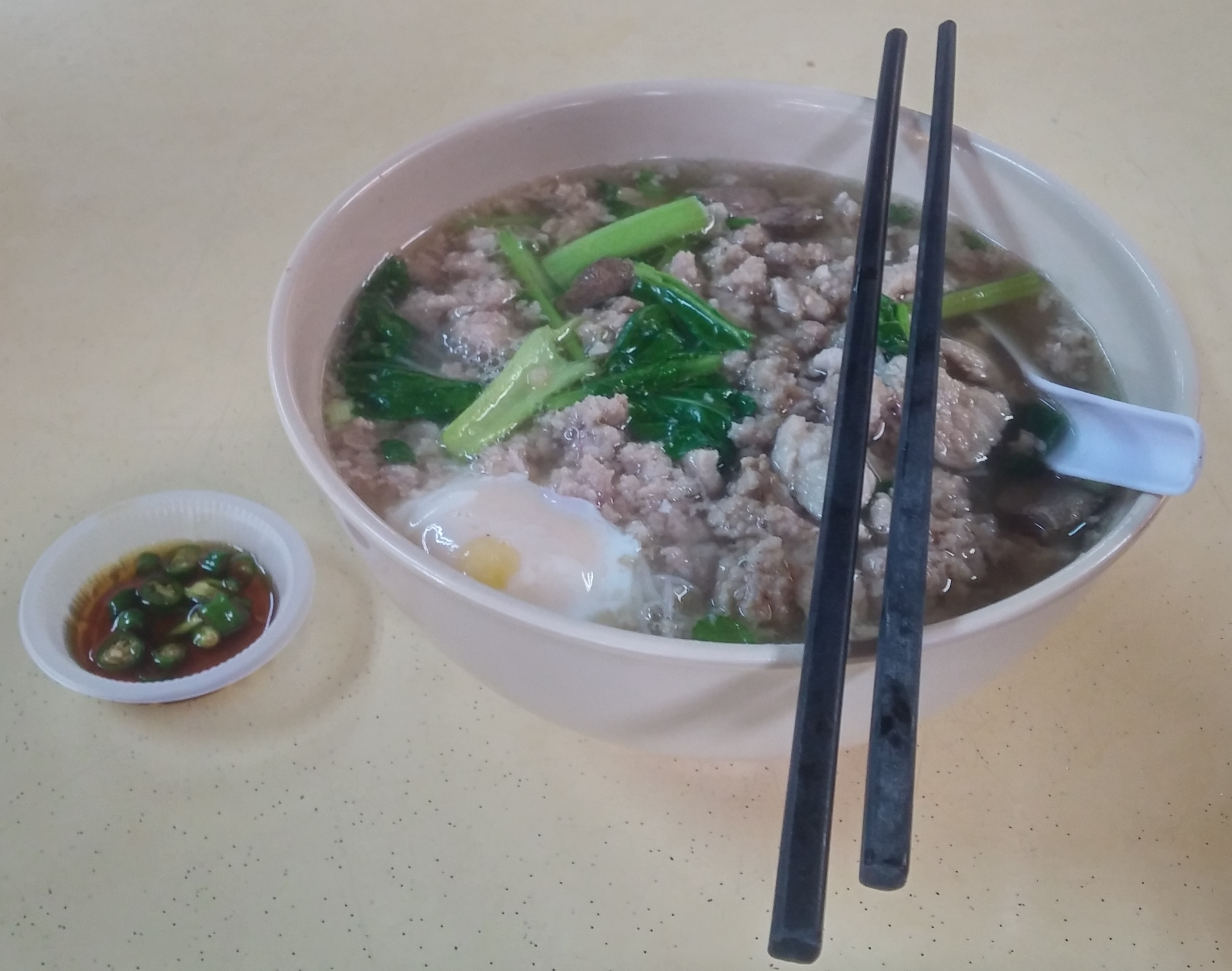
豬肉粉

豬肉粉是一種馬來西亞華人的麵食，以猪大骨为汤底，麵可以用米粉、油麵或是粿條，配料为豬肉片、猪内脏（猪肝，猪腰，猪肠）及猪油渣，是吉隆坡、檳城一帶常見的食物，也常作早餐食用。